# Panorpa navasi
Panorpa navasi är en näbbsländeart som beskrevs av Syuti Issiki 1929. Panorpa navasi ingår i släktet Panorpa och familjen skorpionsländor. Inga underarter finns listade i Catalogue of Life.